# Peter Oswald
Peter Oswald (* 9. Oktober 1953 in Hohenems; † 3. August 2017) war ein österreichischer Kultur- und Musikmanager und Theoretiker mit Schwerpunkt Neue Musik.

## Biografie
Nach Studien der Pharmazie (Abschluss 1979) sowie der Musikwissenschaft, Theaterwissenschaft und Philosophie (Abschluss 1982 an der Universität Wien mit einer Dissertation über das Spätwerk von Gustav Mahler) begann er mit seiner freien journalistischen und musikwissenschaftlichen Tätigkeit, unter anderem für Falter, Neue Zeitschrift für Musik, Neue Zürcher Zeitung, Melos und den ORF. Von 1984 bis 1987 war er Leiter der Promotionabteilung der Universaledition. Schwerpunkte seiner Tätigkeit waren Franz Schreker, Alexander Zemlinsky, Hans Zender, Wolfgang Rihm und Beat Furrer. Danach war er bis 1988 Musikreferent der Wiener Festwochen sowie als Radiojournalist beim ORF tätig.
1988 bis 1991 war Peter Oswald Leiter der Musikabteilung im Landesstudio Steiermark des ORF (künstlerische Leitung Musikprotokoll und Redaktion Neue Musik für den ORF). 1991/1992 war er Musikchef des ORF-Fernsehens. Er war verantwortlich für Dokumentarfilme wie „Pierre Boulez in Salzburg“, „Peter Sellars Annäherung an Messiaens Saint François d’Assise“, „amerikanische Träume“ sowie über Neue Musik.
Im August 1992 übernahm er die Intendanz des Klangforums Wien. 1999 folgte gemeinsam mit seiner Frau Barbara Fränzen die Gründung des Labels „Kairos Musikproduktion“. 2000 bis 2005 war er Intendant beim Steirischen Herbst.

## Zentrale Projekte
Bereich Musiktheater:
- Beat Furrer – Begehren (UA) (von den Kritikern der Zeitschrift Opernwelt zur Uraufführung des Jahres gewählt)
- Olga Neuwirth – Lost Highway (UA)
- Rebecca Saunders/Sasha Waltz – inside out (UA)
- Bernhard Lang – Theater der Wiederholungen (UA)
- Peter Ablinger – Stadtoper (UA)

Bereich Ausstellungen:
- Rudi Gernreich (Kuratorin: Brigitte Felderer)
- Hers. Video als weibliches Terrain (Kuratorin: Stella Rollig)
- Abbild (Kurator: Peter Pakesch)
- Latente Utopien (Kuratoren: Zaha Hadid, Patrik Schumacher)

Bereich Schauspiel:
- Händl Klaus – ich ersehen die Alpen, so entstehen die Seen UA 2001
- Händl Klaus – Wilde.Der Mann mit den schönen Augen UA 2003
- Kathrin Röggla – Junkspace UA 2004

Bereich Literatur:
- Symposien, Theorie-Symposien
- Genpool (2001)

2003 hatte er die künstlerische Leitung der Konzerte im Rahmen Graz Kulturhauptstadt 2003 – Ikonen des 20. Jahrhunderts inne.
Seit 2006 lehrte er an den Universitäten Wien, Krems und Zürich.
Ab 2009 arbeitete er am Teatro Real in Madrid.
2010 war er Intendant des Arcana Festivals für Neue Musik. 2012/13 übernahm er die Intendanz beim Arcana-Festival, Schwerpunkte waren Neue Musik, Flamenco, Naturwissenschaft (komplexe Systeme) und Bildende Kunst. Ab 2014 beteiligte er sich bei Europäische Kooperationen im Bereich Komposition und Bildende Kunst.

## Publizistische Projekte
- 2010–2012: Neue Musik und Naturwissenschaften – Schwerpunkte Neurowissenschaften, theoretische Physik, Astrophysik und Kosmologie, Komplexität
- 2011: Essays und Vorträge zu Neuer Musik
- 2012: Vorträge und Arbeit zum Thema Musik/Kunst und Naturwissenschaften
- 2011 ff: Zahlreiche musikphilosophische Essays

## Auszeichnungen
- 1989: Kulturpreis für das Musikprotokoll
- 1998: Grand Prix du Disque für die Gesamteinspielung der Werke von Jean Barraqué
- 2002: Jahrespreis der Deutschen Schallplattenkritik für Das Mädchen mit den Schwefelhölzern (Helmut Lachenmann)
- 2004: Preis für anderes Hören – Preis für die gelingende Vermittlung von Neuer Musik (Salzburger Festspiele und Mozarteum)
- 2005: Jahrespreis der Deutschen Schallplattenkritik für In Nomine
- mehrere internationale Preise für „Kairos“